# Fritz Pliska
Fritz Pliska (Gelsenkirchen, 20 december 1915 – Dülken, 28 augustus 1995) was een Duits voetbalspeler- en trainer. Hij was in het seizoen 1973/74 werkzaam bij Eredivisionist Roda JC.
Gedurende de Tweede Wereldoorlog was Pliska actief in de Wehrmacht. In 1944 ontving hij de Ritterkreuz des Eisernen Kreuzes, een van de hoogste onderscheidingen van nazi-Duitsland tijdens de Tweede Wereldoorlog.

## Loopbaan
Pliska was als speler en als trainer actief op het hoogste voetbalniveau van Duitsland, toendertijd de Oberliga. Hij had in eigen land verscheidene successen geboekt als trainer. Zo promoveerde hij tweemaal met Borussia Mönchengladbach en eenmaal met Fortuna Düsseldorf naar het hoogste niveau. De hoogste klasse in Duitsland wordt pas sinds 1963 in één reeks gespeeld. Duitsland was met Noorwegen datzelfde jaar een van de laatste landen van de wereld waar het voetbal nog regionaal verspreid was. In het seizoen 1963/64 vond de introductie van de Bundesliga plaats, waarin Pliska uiteindelijk één seizoen als trainer werkzaam zou zijn. Dit was in het seizoen 1966/67, doordat hij het seizoen daarvoor met zijn ploeg Rot-Weiss Essen promotie af wist te dwingen vanuit de Regionalliga. Het volgende seizoen werd echter als hekkensluiter afgesloten. In januari 1974 ging hij in Nederland aan de slag.

### Roda JC Kerkrade

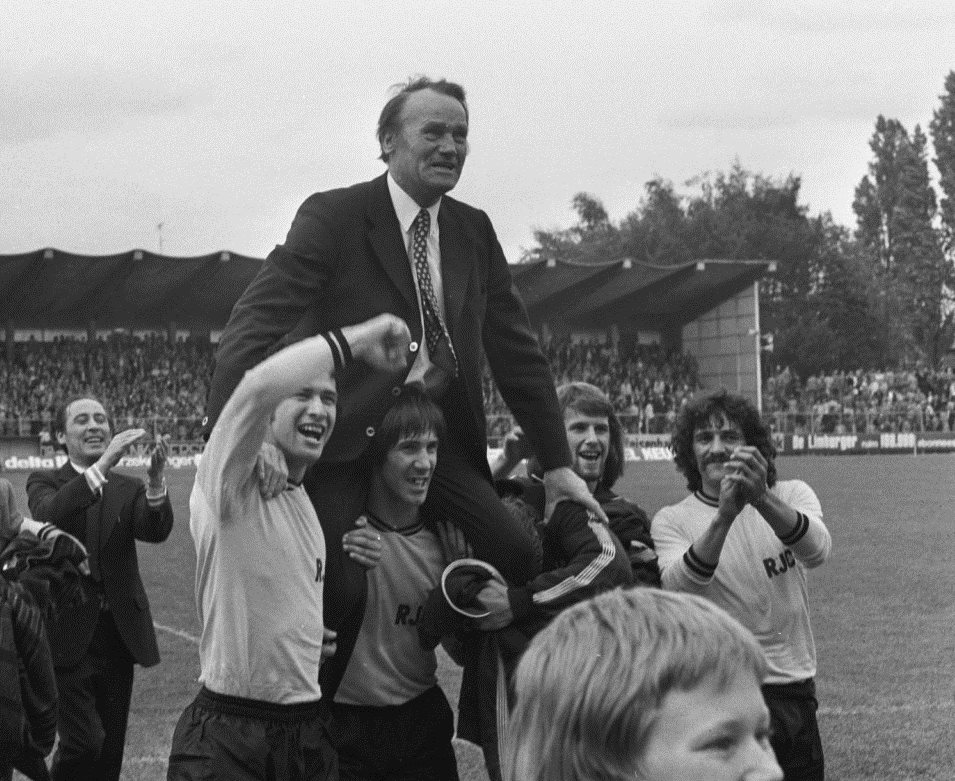
Rodaspelers met trainer Fritz Pliska op de schouders na handhaving in de Eredivisie.

Op 11 januari 1974 werd Pliska gepresenteerd als hoofdtrainer van Roda JC, als opvolger van de eerder ontslagen Hennie Hollink. De ploeg uit Kerkrade was bezig aan haar eerste seizoen in de Eredivisie en stond halverwege het seizoen onderaan met slechts acht punten. De taak voor Pliska was dan ook om handhaving te bewerkstelligen met de Kerkradenaren. De trainer moest de eerste twee wedstrijden toekijken vanaf de tribune, doordat zijn trainerslicentie op zich liet wachten. Uiteindelijk verleende de KNVB hem een licentie tot het einde van het seizoen.
Onder Pliska's leiding presteerde Roda aanzienlijk beter en verloor het slechts acht van de zeventien wedstrijden. Op de laatste speeldag viel de beslissing toen Roda JC in eigen huis Ajax ontving. De Kerkradenaren moesten één punt halen om niet te degraderen. Na negentig minuten stond de brilstand op het scorebord, waarmee handhaving in de Eredivisie een feit was. Pliska hoopte na afloop van het seizoen zelf bij Roda JC te kunnen blijven, maar het bestuur stelde voor het nieuwe seizoen Bert Jacobs aan als nieuwe trainer. Pliska viel af als kandidaat omdat hij zijn vaste baan als sportleraar in Mönchengladbach niet wilde opgeven, daar waar Roda op zoek was naar een fulltime-trainer.
Na zijn vertrek bij Roda JC was Pliska nog actief als trainer van amateurclub SC Irene uit Tegelen. De West-Duitser was zelf woonachtig in Dülken, een dorp in de buurt. De ploeg van Pliska was in zijn debuutseizoen lange tijd in de race voor promotie naar de Hoofdklasse, maar moest de titel op de een-na-laatste speeldag afstaan aan EHC. Tijdens het seizoen 1977/78 werd de Duitse trainer vervangen door Theo Staaks.